# IC 4017
IC 4017 ist eine Spiralgalaxie mit aktivem Galaxienkern vom Hubble-Typ S im Sternbild Coma Berenices (Haar der Berenike) am Nordsternhimmel, die schätzungsweise 2,38 Milliarden Lichtjahre von der Milchstraße entfernt ist.

Im selben Himmelsareal befinden sich u. a. die Galaxien IC 3971, IC 3994, IC 4014, IC 4081.
Das Objekt wurde am 27. Januar 1904 von Max Wolf entdeckt.